# Mi presenti i tuoi?
Mi presenti i tuoi? (Meet the Fockers) è un film del 2004 co-prodotto e diretto da Jay Roach. La pellicola è il secondo capitolo di una trilogia che comprende Ti presento i miei (Meet the Parents, 2000) e Vi presento i nostri (Little Fockers, 2010).

## Trama
Due anni dopo gli eventi del primo film, Greg Fotter e la sua fidanzata Pam Byrnes decidono di presentare i genitori di lei, Jack e Dina, a quelli di Greg, Bernie e Roz, che abitano a Miami. Prima la coppia vola a Oyster Bay per prendere il padre di Pam, l'ex agente della CIA in pensione Jack Byrnes, la madre Dina e il nipote neonato di Pam, soprannominato Piccolo Jack, figlio di sua sorella Debbie (ora in Thailandia col marito Bob), e infine il gatto Sfigatto. Piuttosto che andare all'aeroporto come previsto, Jack decide di partire con un enorme e lussuosissimo caravan; durante il viaggio, Jack dichiara a Greg di volere osservare e giudicare i consuoceri per decidere se lui possa entrare a far parte della sua famiglia.
I Byrnes vengono accolti dall'eccentrico Bernie, un avvocato di successo che ha lasciato l'attività per diventare un papà casalingo a tempo pieno, e Roz, terapista del sesso specializzata nella sessualità degli anziani. Presto iniziano a formarsi piccole crepe tra le due famiglie a causa delle loro personalità contrastanti: mentre i Byrnes sono rigidi, formali e tradizionalisti, i Fotter sono molto più emotivi, affettuosi e allegri, e hanno educato Greg alla contestazione del potere e al non arrivismo spinto. Bernie e Roz sono fin troppo espliciti per i consuoceri, imbarazzandoli con un eccessivo contatto fisico e continue allusioni al sesso. Il primo reale problema si presenta con un inseguimento tra Mosè, il cagnolino dei Fotter, e Sfigatto, culminando con il secondo che scarica Mosé nel water del camper, costringendo Bernie a distruggerlo per salvare Mosè: i Byrnes si trovano quindi a dover soggiornare nella casa dei Fotter. In seguito, durante una partita di touch football, Bernie ferisce accidentalmente la schiena di Jack.
Pam rivela a Greg di essere incinta, e i due decidono di anticipare le nozze a giugno, il mese successivo, per fingere che Pam sia rimasta incinta durante la luna di miele. A cena i Byrnes fanno conoscenza con Isabel Villalobos, l'ex domestica dei Fotter, con la quale si scopre che Greg ha perso la verginità a diciannove anni. Roz e Dina iniziano a stringere amicizia: la prima è convinta di potere sbloccare sessualmente i consuoceri, convincendo Dina a fare delle avances al marito. Bernie porta Jack a riparare il caravan da Jorge, figlio di Isabel, un quindicenne che non ha mai conosciuto il padre, e che è sorprendentemente somigliante a Greg: vista anche la coincidenza delle età, Jack inizia a sospettare che Jorge sia figlio di Greg. Nel frattempo, Roz e Dina si rendono conto che Pam è incinta, ma promettono di non dirlo a Jack.
Greg viene lasciato solo a fare da babysitter a Piccolo Jack, che Jack ha allevato con il metodo Ferber. Nonostante le rigide istruzioni di Jack nel lasciare che il bimbo si calmi da solo, Greg non resiste e tenta di tirarlo su di morale abbracciandolo e comportandosi in modo umoristico, ma inavvertitamente pronuncia la parola «stronzo». Greg risponde a una breve telefonata di Roz, e Sfigatto fa uscire dal box Piccolo Jack, che incolla le mani su una bottiglia di rum, non prima di aver messo su un canale che dà il film Scarface. Quando tornano gli altri, che assistono a tale scena, il bimbo ripete «stronzo», la sua prima parola. Jack è imbestialito con i Fotter e vuole vietare il matrimonio, ma lo fanno calmare.
Roz rivela a Bernie che Pam è incinta: Jack ascolta la conversazione pensando che parlino di Jorge e i suoi sospetti si acuiscono, così contatta la CIA per ottenere la verità: quella sera, a una festa organizzata da Bernie con altri cinquanta Fotter, strappa un capello a Jorge e lo consegna a un agente per un test del DNA, da confrontare con il capello strappato a Greg e, dopo aver invitato il ragazzo alla festa, glielo presenta (presumendo che Greg sappia di Jorge e lo abbia deliberatamente tenuto nascosto a Pam). Jack raggiunge Greg in un bagno, ma quando lui nega di essere il padre di Jorge, Jack si rifiuta di credergli e gli inietta una dose di pentothal, il siero della verità. Mentre fa un brindisi, Greg, con la mente annebbiata dal siero, rivela che Pam è incinta e che Jorge è suo figlio, essendosene convinto, poi perde immediatamente conoscenza.
Il mattino dopo Greg si risveglia nel letto matrimoniale, tra i suoi genitori, con accanto un biglietto lasciato da Jack che lo esclude dal «cerchio della fiducia». Pam interroga Greg su Jorge, e lui giura che non sapeva nulla di lui prima della sera precedente, e nemmeno di aver bevuto: Pam gli crede ed è disposta a risolvere la situazione. Intanto, Jack è già sul caravan perché vuole andarsene con moglie e figlia: ne nasce una discussione in cui Dina rivela di avere trovato la boccetta del pentothal con cui Jack ha drogato Greg, sconvolgendo tutti. Dopo un'accesa discussione tra Bernie e Jack, in cui Greg viene accidentalmente colpito al volto dal padre, la stessa Dina rivela che tutti loro sapevano della gravidanza tranne Jack, proprio perché lui ha un pessimo carattere: questa volta è stato Jack a essere escluso dal cerchio della fiducia in quanto non si fida degli altri. Scioccato e ferito, Jack decide di andarsene via portando con sé solo Piccolo Jack. Durante la fuga riceve una chiamata che lo informa dell'esito negativo del test del DNA: il padre di Jorge è tale Rusty Bridges, un giocatore di baseball in serie B (molto somigliante a Greg): ancora una volta l'ex agente della CIA si è sbagliato sul conto di Greg.
Bernie e Greg inseguono Jack, ma vengono colpiti con il taser e arrestati dal pubblico ufficiale LeFlore per eccesso di velocità e per essersi rifiutati di rimanere nella loro auto. Jack li raggiunge e cerca di difenderli, ma LeFlore lo colpisce con il taser e arresta anche lui. In prigione, Greg riesce finalmente a farsi valere con padre e futuro suocero, convincendoli a interrompere la loro faida; Jack ammette di aver commesso un errore riguardo a Jorge e rivela la sua passata carriera nella CIA a Bernie prima di scusarsi per le sue azioni. I tre vengono presto scarcerati perché il giudice Ira è uno dei pazienti di Roz. Greg e Pam possono celebrare il loro matrimonio, che viene officiato da Kevin (ex fidanzato di Pam), diventato ministro interfede. Jack, compresi i propri errori, diventa più affettuoso sia con i consuoceri che con la moglie.
Nella scena durante i titoli di coda Jack rivede le immagini registrate dalla telecamera, scoprendo Bernie e Roz che coccolano Piccolo Jack e lo stesso Greg rivela di avere imparato i trucchetti del suocero (prende in mano la telecamera), scimmiottando gli stereotipi sui Fotter davanti a un divertito Jack.

## Incassi
Il film incassò persino più del precedente (che arrivò a 350 milioni di dollari) arrivando a ben 522 milioni di dollari, di cui 279 in patria, contro un budget di 80 milioni, numeri che la rendono una delle commedie più remunerative di sempre.

## Critica
La critica internazionale fu più severa rispetto al pubblico. Il film detiene un punteggio di 41/100 su Metacritic.

## Riconoscimenti
- 2005 – ASCAP Award
  - Top Box Office Films a Randy Newman
- 2005 - Artios Award[1]
  - Candidatura per il miglior casting per un film commedia a Francine Maisler
- 2005 – Teen Choice Awards
  - Candidatura per il miglior film commedia
  - Candidatura per il miglior attore in un film commedia a Ben Stiller
  - Candidatura per la miglior scena di arrossimentoa Ben Stiller (per la scena del discorso alla festa)
  - Candidatura per il miglior bugiardo a Ben Stiller
- 2005 – MTV Movie Awards[2]
  - Miglior performance comica a Dustin Hoffman
- 2006 – MTV Movie Awards - Messico
  - Candidatura per il miglior film internazionale